# Pandemia de COVID-19 na Tunísia
Este artigo documenta os impactos da pandemia de coronavírus de 2020 na Tunísia e pode não incluir todas as principais respostas e medidas contemporâneas.

## Linha do tempo
Em 2 de março, o primeiro caso de COVID-19 na Tunísia foi confirmado, tratando-se de um cidadão local de 40 anos de idade que havia ido para a Itália. Além do mais, 74 casos suspeitos em Gafsa foram induzidos ao isolamento. Dois dos casos suspeitos violaram as medidas de segurança, portanto, o governo legal decidiu impor sanções contra os indivíduos.